# Georg Freundorfer
Georg Freundorfer (* 23. Juli 1881 in München; † 18. Dezember 1940 in Berlin) war ein deutscher Zitherspieler und Komponist.
Freundorfer erlernte zunächst den Beruf des Bierbrauers. Seine musikalische Laufbahn begann er bereits als Jugendlicher mit Auftritten als Zithersolist. Erste Erfolge feierte Freundorfer zusammen mit dem Pianisten Bernhard Derksen, mit dem er zunächst als Duo, später mit einem kompletten Salonorchester auftrat.
1912 zog Freundorfer nach Berlin. Hier wurde er mit Kompositionen wie Der Weg zum Herzen und An der schönen grünen Isar sowie zahlreichen Radiokonzerten zu einem der beliebtesten Unterhaltungskünstler der 1920er und 1930er Jahre.

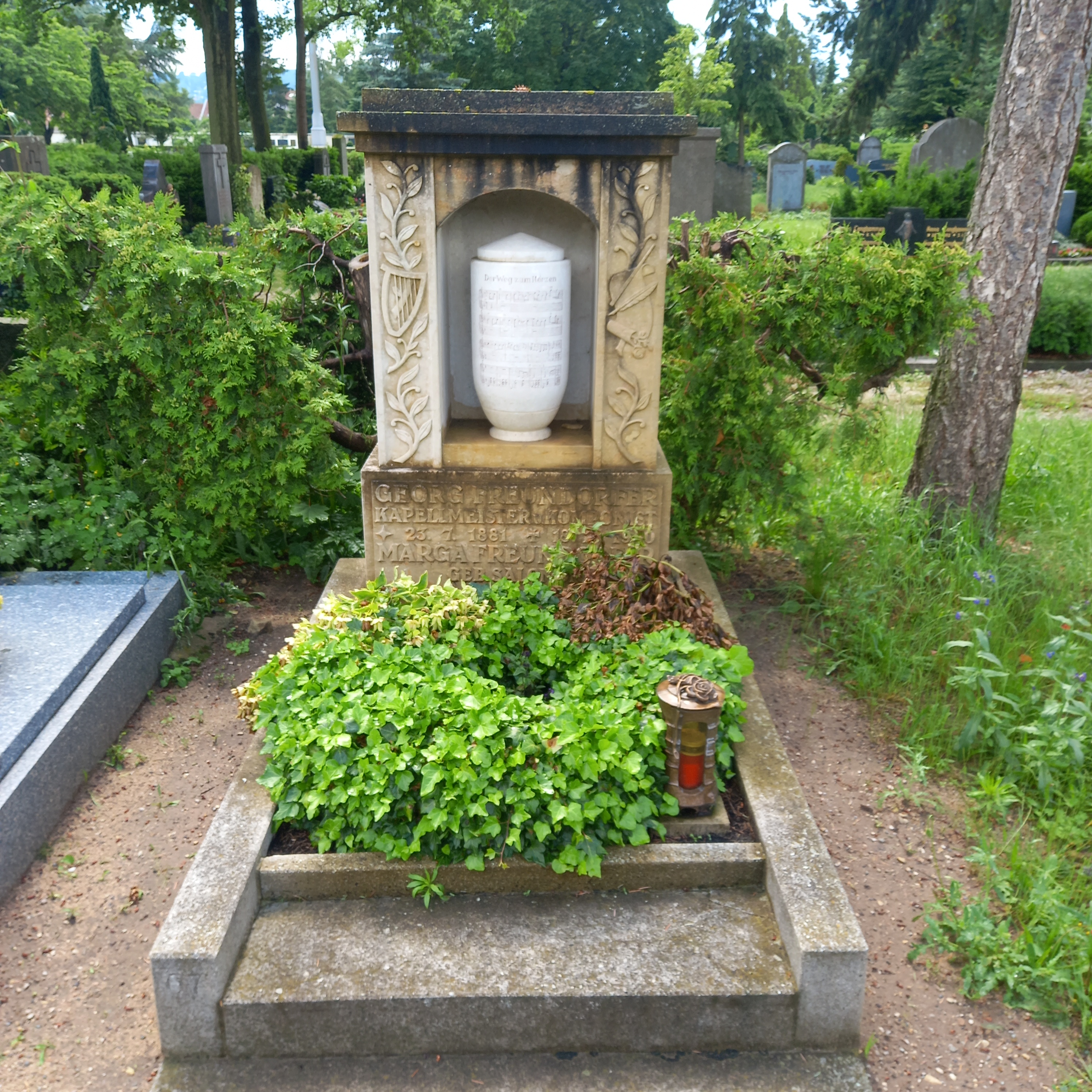
Das Grab von Georg Freundorfer auf dem Hauptfriedhof in Bamberg

Georg Freundorfer widmete dem Obersalzberg während der Zeit des Nationalsozialismus den Marsch Gruß an Obersalzberg. Heute ist der Marsch unter dem Titel Gruß an Oberbayern bekannt.
Im Winter 1940 stürzte Freundorfer nach einem Konzert auf einer vereisten Treppe, wenig später erlag er seinen schweren Verletzungen. Er wurde in einem Urnengrab auf dem Bamberger Friedhof beigesetzt.

## Ehrungen
1983 wurde ein zentraler Platz im Münchner Stadtteil Schwanthalerhöhe nach Freundorfer benannt. Nachdem Freundorfer in einer Untersuchung des Münchner Historikers Martin Rühlemann als Sympathisant der NSDAP bewertet wurde, wurde diese Ehrung 2015 im zuständigen Bezirksausschuss in Frage gestellt. Seitdem untersucht ein Expertengremium mit Unterstützung des Stadtarchivs die Rolle Freundorfers im Nationalsozialismus.